# Магнитен поток
Магнитният поток е физична величина, характеризираща интензитета на магнитното поле и заеманата от него област. Магнитният поток през повърхностен елемент е скаларното произведение на този елемент и магнитната индукция. Означава се с Φ и се измерва във вебери (Wb). Изменението на магнитния поток с времето води до появата на вихрово електрично поле.
Магнитният поток е мярка за количеството магнетизъм в резултат от действието на магнитно поле.
Потокът се дефинира като произведение от лицето на единица площ и интензитета на магнитното поле в посока, перпендикулярна на тази площ.
По-общо магнитният поток се определя като скаларно произведение от вектора на магнитната индукция и нормалния вектор към единица повърхнина.
Законът на Гаус за магнетизма твърди, че магнитният поток през всяка затворена повърхнина е равен на нула.
Това е следствие от наблюденията, че в природата не съществува единичен магнитен дипол. Магнитният поток в SI се измерва във вебери, а единицата за интензитет на магнитното поле е Wb/m² (вебери на квадратен метър).
{\displaystyle \Phi _{m}\equiv \int \!\!\!\int \mathbf {B} \cdot d\mathbf {S} }
където {\displaystyle \Phi _{m}\ } – магнитен поток, а B е интензитетът на магнитното поле, наричан още плътност на магнитния поток.
dS  това е произведение на повърхностен елемент dS с единичния нормален вектор перпендикулярен на тази повърхност:
{\displaystyle d\mathbf {S} =\mathbf {\hat {n}} dS}
Законът на Гаус е:
{\displaystyle \nabla \cdot \mathbf {B} =0.\,}
Това уравнение, заедно с теоремата за дивергенция, дава следният резултат:
{\displaystyle \oint \!\!\!\oint _{\partial V}\mathbf {B} \cdot d\mathbf {S} =\int \!\!\!\int \!\!\!\int _{V}\nabla \cdot \mathbf {B} \,d\tau =0.}
Магнитният поток, през която и да е затворена повърхнина, е винаги нулев.
За сравнение законът на Гаус за електрическия поток е:
{\displaystyle \nabla \cdot \mathbf {E} ={\rho  \over \epsilon _{0}},}
където E – интензитет на електрическото поле,{\displaystyle \rho } е плътността на свободните електрически заряди.
{\displaystyle \epsilon _{0}} – диелектричната проницаемост.
Можем да обобщим разликата така: в природата свободни електрически заряди съществуват, но свободни магнитни заряди не съществуват.
Промяната на магнитния поток индуцира електродвижещо напрежение в проводник, описвано със закона на Фарадей:
{\displaystyle {\mathcal {E}}=\oint \mathbf {E} \cdot d\mathbf {s} =-{d\Phi _{m} \over dt}.}
където {\displaystyle d\Phi _{m} \over dt} е промяната на магнитния поток в затворения контур, обхванат от проводника.